# Wymuszenie-odpowiedź
Wymuszenie-odpowiedź – terminy stosowane w teorii sterowania. 
Wymuszeniem nazywa się wielkość charakteryzującą oddziaływanie środowiska na wyodrębniony układ, zwykle jest to sygnał podawany na wejście danego układu (członu lub obiektu). Wymuszeniem mogą być zarówno wielkości sterujące (sterowania) jak i wielkości zakłócające (zakłócenia). Wielkościami sterującymi nazywane są wielkości zmieniane celowo tak, aby osiągnąć pożądane zachowanie układu. Wielkościami zakłócającymi nazywa się wielkości podlegające zmianom przypadkowym, czyli losowym.
Odpowiedzią nazywa się wielkość charakteryzującą oddziaływanie wyodrębnionego układu na środowisko, zwykle jest to sygnał uzyskany w odpowiedzi na wyjściu takiego układu (członu lub obiektu). 

## Przykłady
- jeśli wymuszeniem jest delta Diraca (lub delta Kroneckera), to odpowiedzią układu jest charakterystyka impulsowa;
- dla wymuszenia w postaci skoku jednostkowego odpowiedzią jest charakterystyka skokowa;
- dla wymuszenia sinusoidalnego odpowiedzią jest charakterystyka sinusoidalna.